# Landsbankinn
Landsbankinn (буквально "Національний банк"), спочатку NBI hf — ісландський банк зі штаб-квартирою в Рейк'явіку. Він був створений у 2008 році урядом Ісландії внаслідок внутрішніх операцій попередника Landsbanki, які зазнали невдачі під час ісландської фінансової кризи 2008–2011 років. Це найбільший банк Ісландії, ⁣ і історія його попередника сягає 1885 року. У грудні 2017 року у банку було трохи понад 123 000 приватних клієнтів та трохи понад 13 500 корпоративних клієнтів. Банк має 37 відділень в Ісландії. У 2018 році Landsbankinn мав 37,8% частку ринку на роздрібному ринку та 34% на ринку корпоративних банків.

## Історія
NBI hf був створений 9 жовтня 2008 року після того, як уряд за два дні до цього взяв під контроль неплатоспроможний Landsbanki та вирішив розділити всі внутрішні операції на цю нову версію. Загальна вартість активів зменшилася приблизно до третини для нового банку, у порівнянні з попереднім розміром старої версії банку. Кількість працівників також скоротилася з 2770 у 2007 році до лише 1233 у 2012 році.
У квітні 2011 року юридичну назву було змінено з NBI hf. на Landsbankinn hf.  Банк перебуває у державній власності з моменту свого заснування. У грудні 2009 року Державній скарбниці Ісландії належало 81,33% акцій, а решта 18,67% акцій належала Landsskil. У квітні 2013 року державна скарбниця Ісландії придбала 16,67% акцій Landsskil, і таким чином Скарбниця володіла 98% акцій. Решта 2% акцій належать Landsskil та різним інвесторам. 

## Дивитися також
- Список банків Ісландії

## Зовнішні посилання
Вікісховище має мультимедійні дані за темою: Landsbankinn
- Офіційний сайт (на ісландській)
- landsbankinn.com [Архівовано 24 листопада 2020 у Wayback Machine.] (на англійській)
- Мобільний сайт [Архівовано 30 червня 2021 у Wayback Machine.]